# ミーゼス応力
ミーゼス応力（ミーゼスおうりょく、英: von Mises stress）とは、物体内部に生じる応力状態を単一の値で示すために用いられる相当応力の一つ。その名前はリヒャルト・フォン・ミーゼスに由来する。

## 概要
本来、応力は3次2階対称テンソル場であり、その状態を正確に表すためには6つの値を記述しなければならない。しかし、それでは実際にどのように力がかかっているのか理解することが非常に難しくなる。そのため、応力状態をひとつの数値に代表させ、スカラー場として表し理解しやすくするためにミーゼス応力は用いられる。
ミーゼス応力は延性材料の破壊基準、および塑性変形に関係する力の基準としてよく用いられる。

## 数学的詳細

ミーゼスの降伏条件（静水圧軸からの距離が一定の円筒）。トレスカの降伏条件（六角柱）も併せて示す。

ミーゼス応力σMisesは主応力σ1、σ2、σ3を用いて次式で表される：
{\displaystyle \sigma _{\rm {Mises}}^{2}={\frac {(\sigma _{1}-\sigma _{2})^{2}+(\sigma _{2}-\sigma _{3})^{2}+(\sigma _{3}-\sigma _{1})^{2}}{2}}}
または、偏差応力テンソルの2次不変量J2 を用いて、
{\displaystyle {\begin{aligned}&\sigma _{\rm {Mises}}={\sqrt {3J_{2}}},\\&J_{2}=-(\sigma _{xx}\sigma _{yy}+\sigma _{yy}\sigma _{zz}+\sigma _{zz}\sigma _{xx})+\tau _{xy}^{2}+\tau _{yz}^{2}+\tau _{zx}^{2}\end{aligned}}}
と表すこともできる。
ミーゼス応力は等方応力（静水圧応力）状態においては 0 である。また、単軸引張状態ではその引張応力に一致する。
主応力空間では、ミーゼス応力が一定の曲面は静水圧軸からの距離が一定であるような円筒形状となる。